# Kościół św. Teresy z Ávili w Hadze
Kościół św. Teresy z Ávili w Hadze (ned. Teresia van Avilakerk) – kościół parafialny polskiej parafii rzymskokatolickiej pw. św. Jana Pawła II znajdujący się w Hadze przy ulicy Westeinde.

## Historia
Kościół usytuowany jest na miejscu kaplicy powstałej w latach 1680-1690 w zespole pałacowym Spansche Hof, dawnej rezydencji ambasadora Hiszpanii. Był budowany w latach 1839-1841 według projektu Tielemana Suysa, nadwornego architekta króla Belgii Leopolda I. Powstał jako neoklasycystyczny trójnawowy kościół ze sklepieniami stiukowymi. Wnętrze wykonano w stylu barokowym – ołtarz, ambona, balaski, pietà, chór i organy. Ołtarz i ambonę wykonał rzeźbiarz Luwen Charles Geerts, a pietę Te Poel i Stolfeusz. Obecnie budynek znajduje się ze zwartej zabudowie miejskiej na dziedzińcu Spansche Hof. Aby z ulicy Westeinde wejść na dziedziniec, trzeba przejść przez XVII-wieczną bramę, na szczycie której umieszczone jest godło Hiszpanii. Budynek jest uznany za zabytek i jest wpisany do rejestru zabytków holenderskich.

## Polska parafia
Kościół od 2004 roku jest ośrodkiem życia duchowego dla Polaków. W tym czasie był ośrodkiem zamiejscowym polskiej parafii pw. NMP Gwiazdy Morza w Rotterdamie. W każdą niedzielę była odprawiana tu msza w języku polskim, a kawiarenka przykościelna była ośrodkiem życia towarzyskiego Polaków. W związku z postępującymi zmianami socjologiczno-demograficznymi w Hadze, społeczność lokalna laicyzowała się i przybywało wyznawców islamu, parafia holenderska utraciła wiernych. W roku 2016, w odpowiedzi na postulaty Polonii polskiej zamieszkałej w Hadze, biskup ordynariusz diecezji Rotterdam J.H.J. van den Hende erygował polską parafię pw. św. Jana Pawła II. Proboszczem został ks. Sławomir Trypuć ze zgromadzenia zakonnego Towarzystwa Chrystusowego dla Polonii Zagranicznej. W kościele odbywają się śluby, pierwsza komunia, bierzmowanie, nauka religii, katecheza i inne wydarzenia religijne jak w każdym kościele parafialnym w Polsce. Obecnie parafia wraz z ośrodkami zamiejscowymi w Hillegom (kościół St. Martinus) i Leiden (kościół OLV Hemelvaart en Sint Joseph) służy obsługą duszpasterską dla około 100 000 Polaków w Holandii. Liczebność parafian jest o wiele mniejsza, gdyż parafia jest parafią personalną, a oficjalne dane wykazują tylko osoby, które zadeklarowały przynależność do parafii.

## Galeria

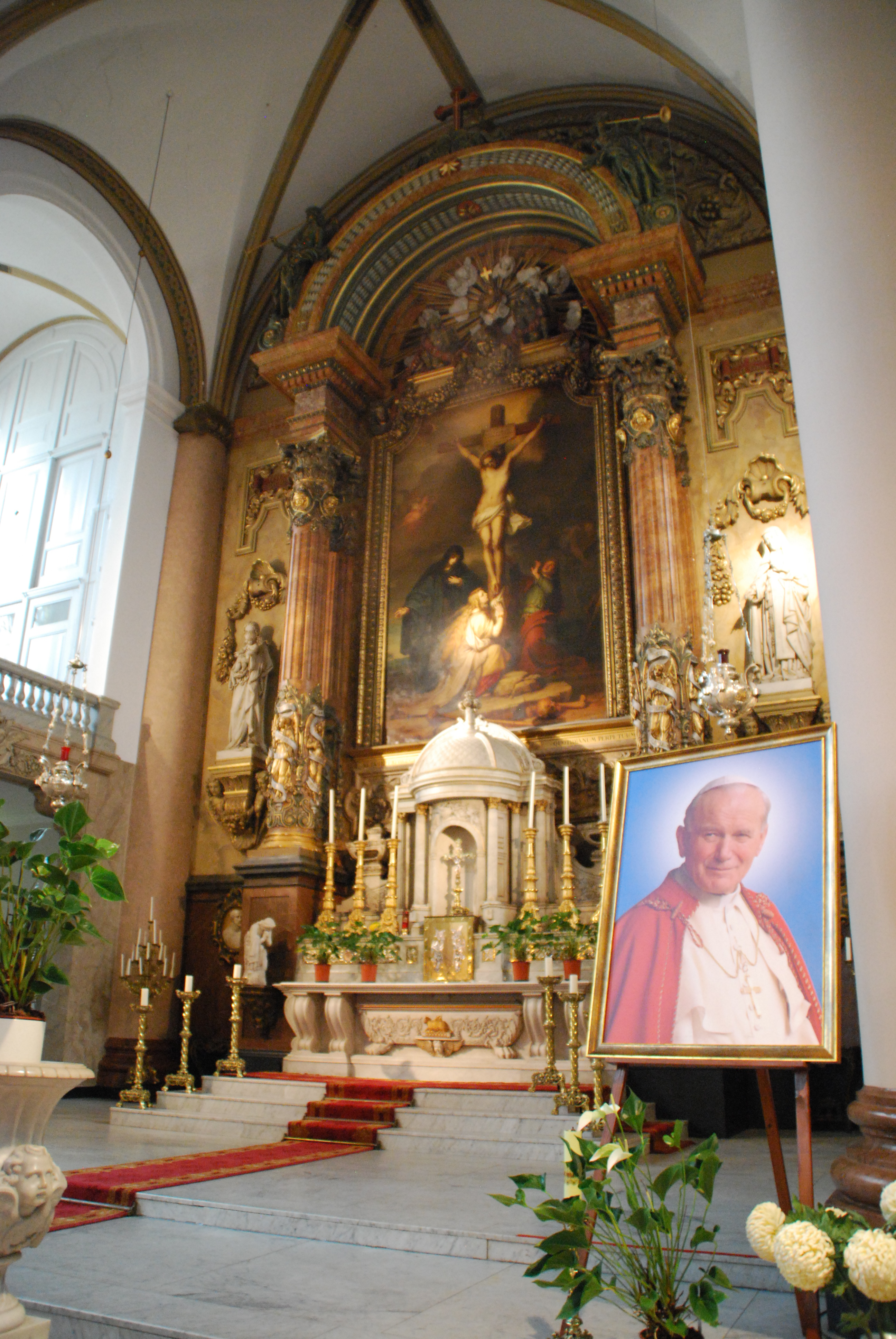
Ołtarz główny
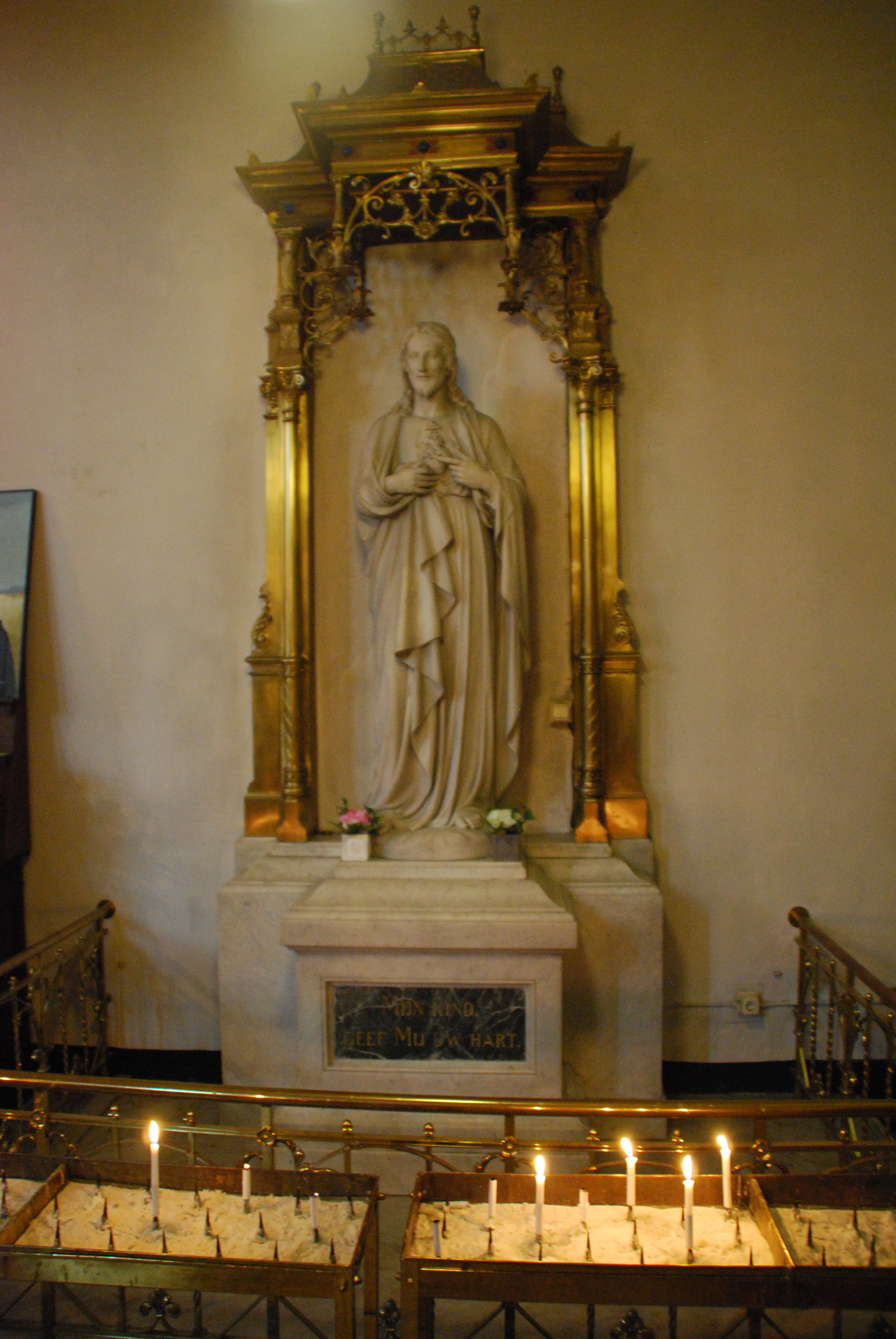
Ołtarz boczny Najświętszego Serca Jezusa
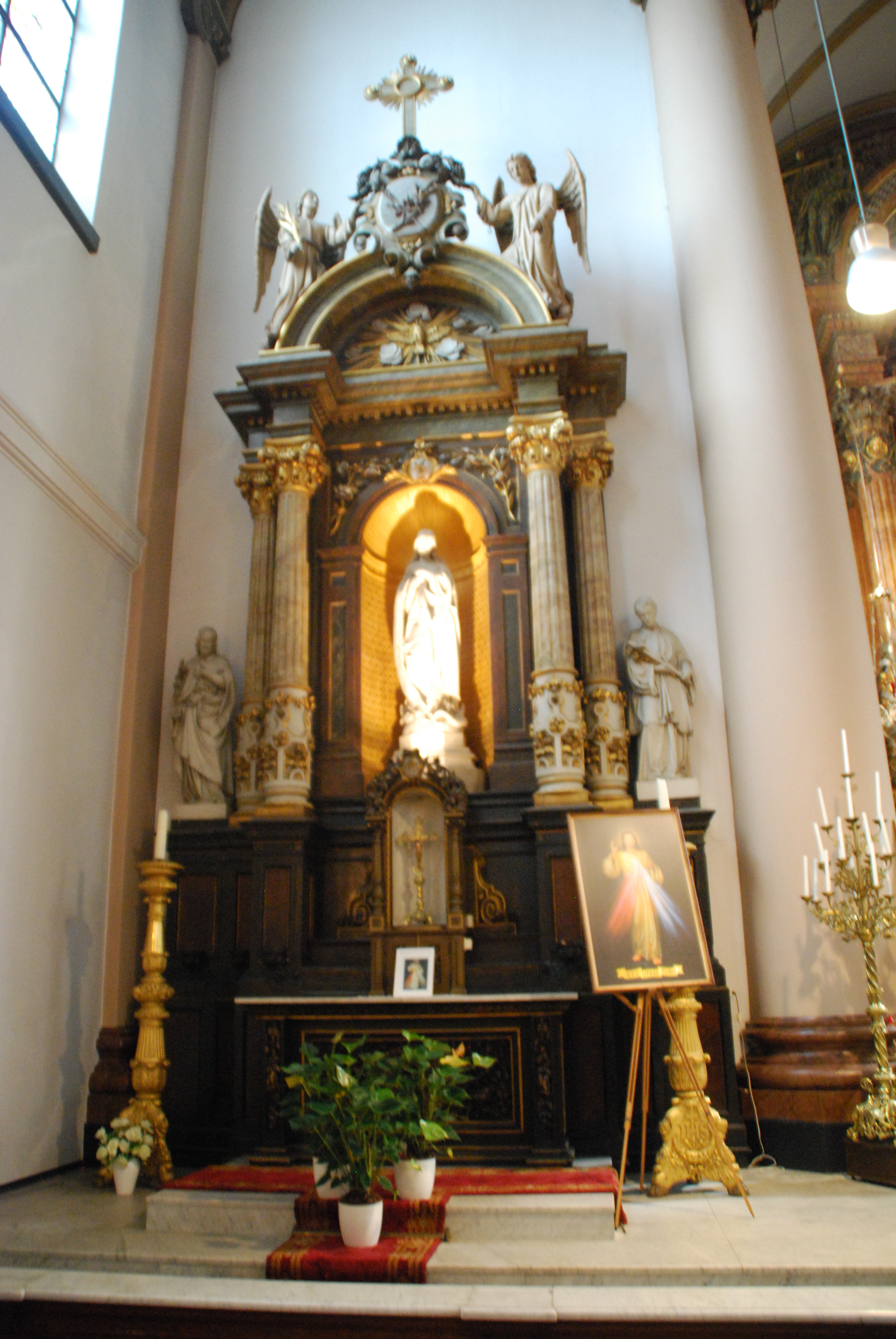
Ołtarz nawy lewej
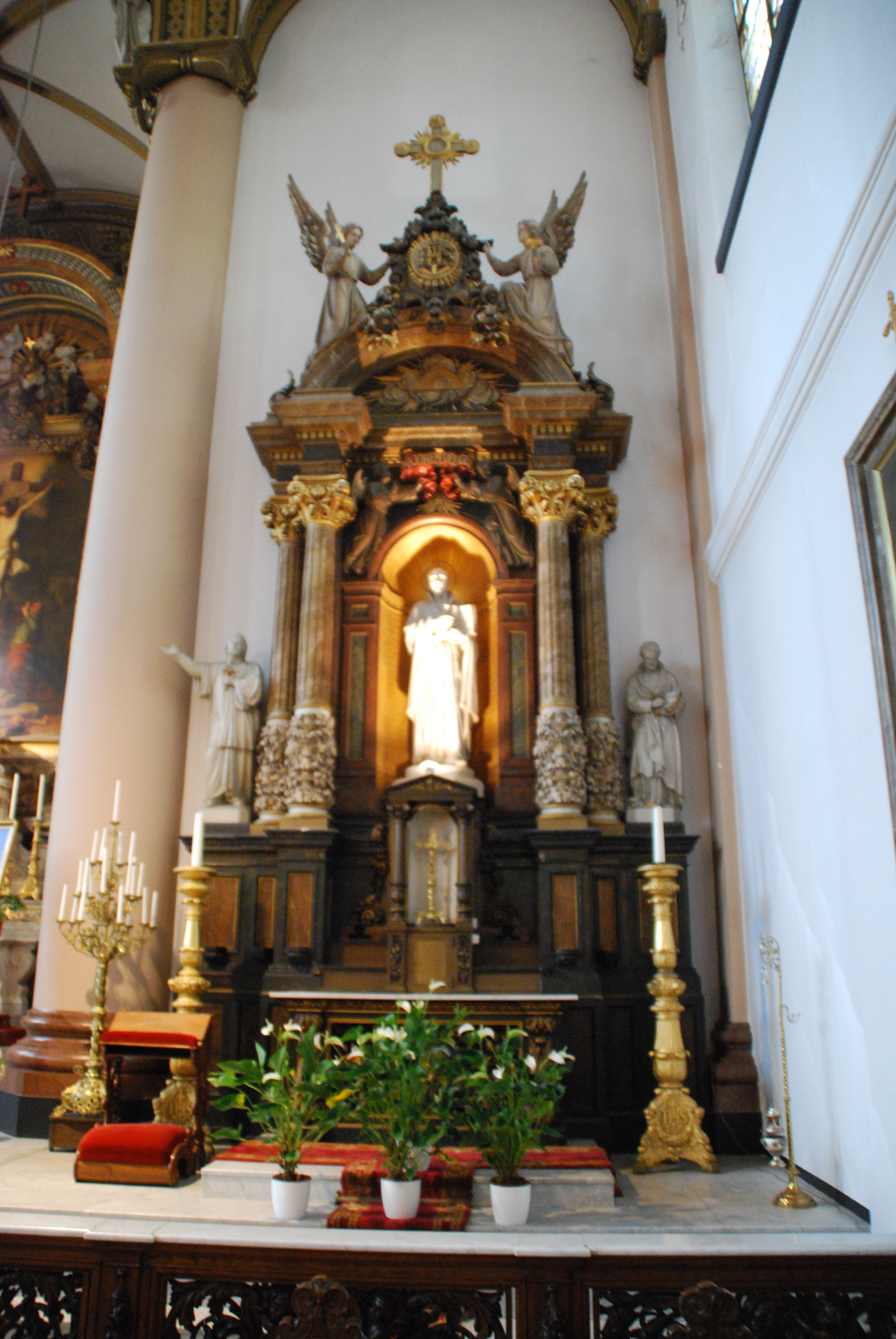
Ołtarz nawy prawej
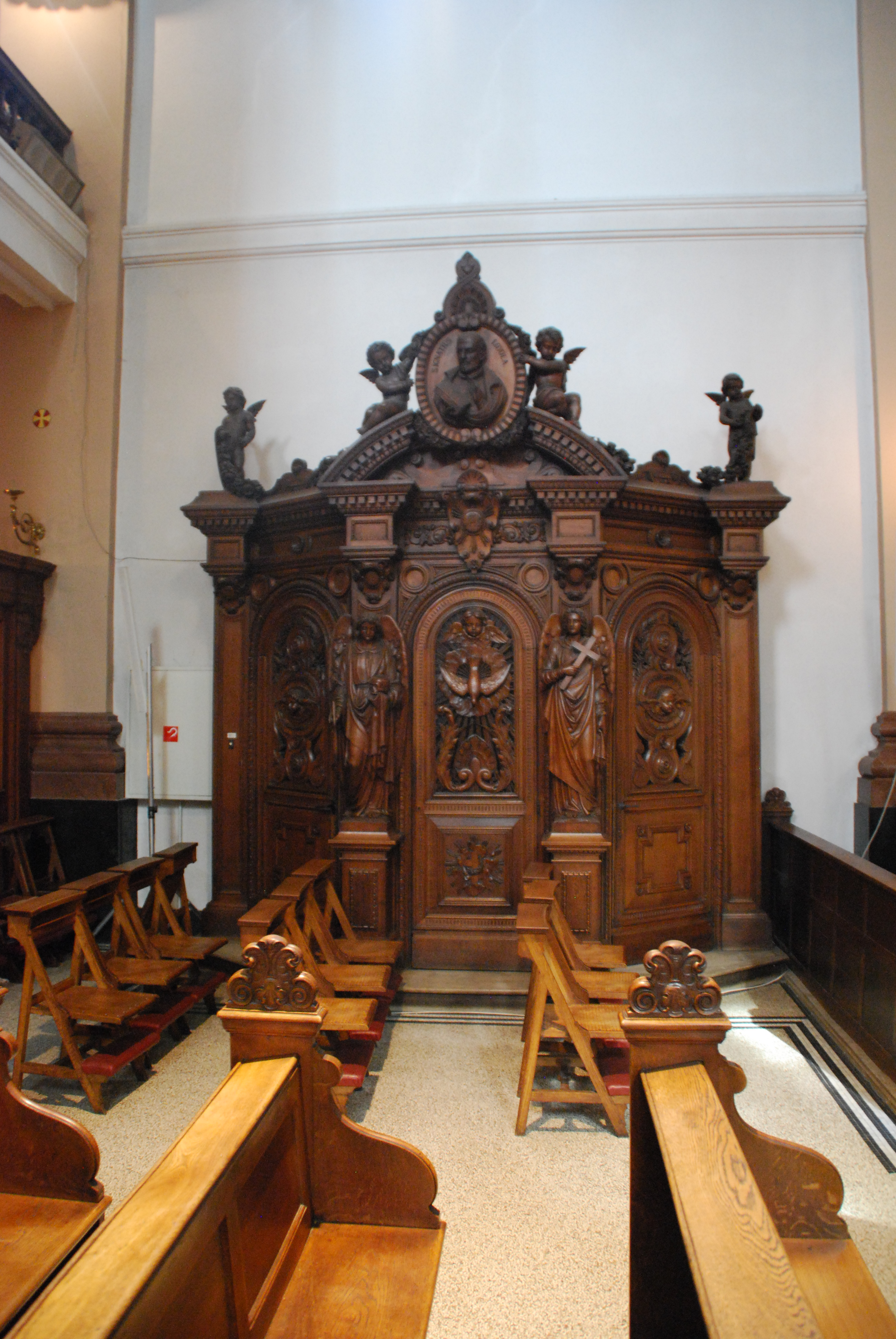
Konfesjonał
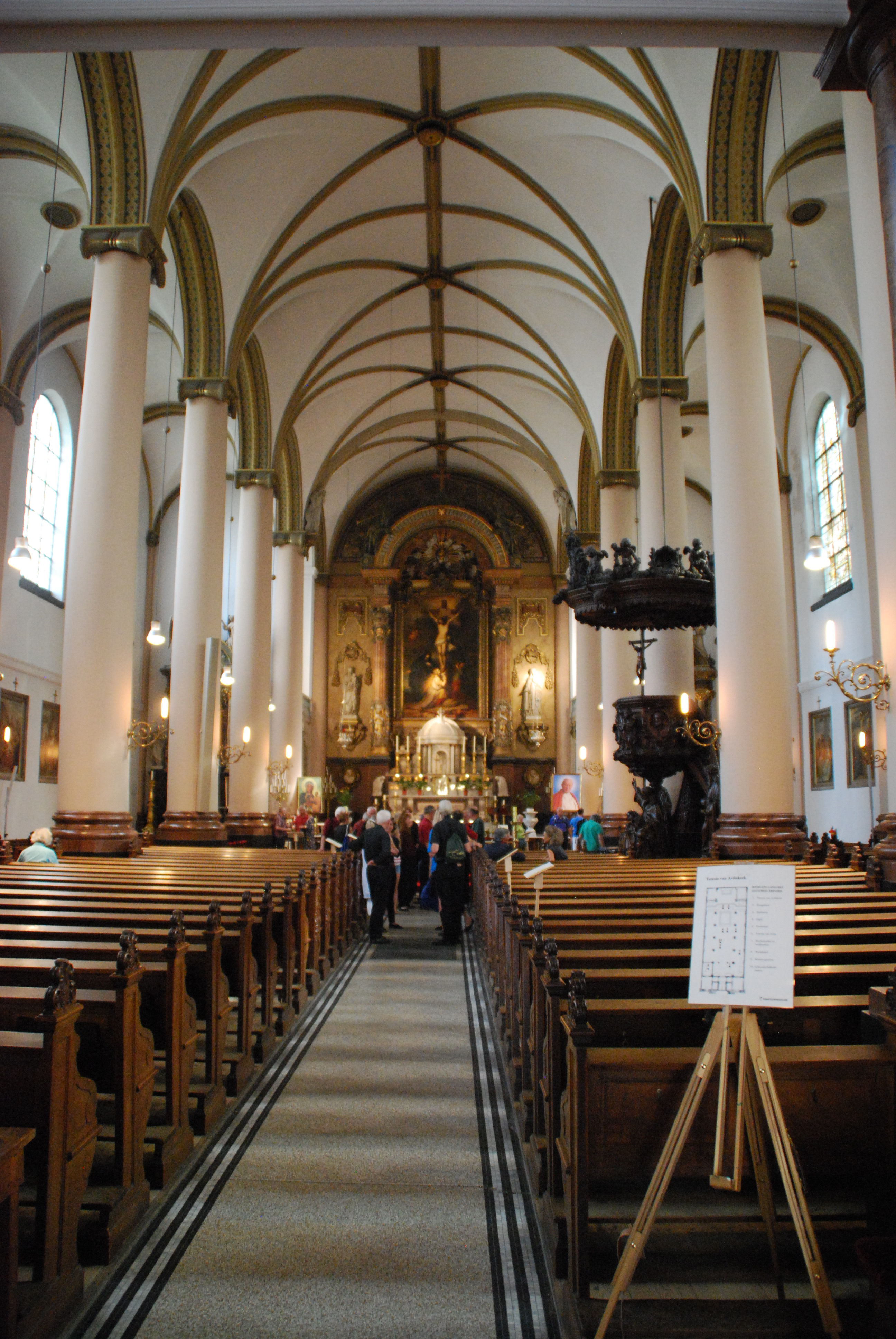
Nawa główna
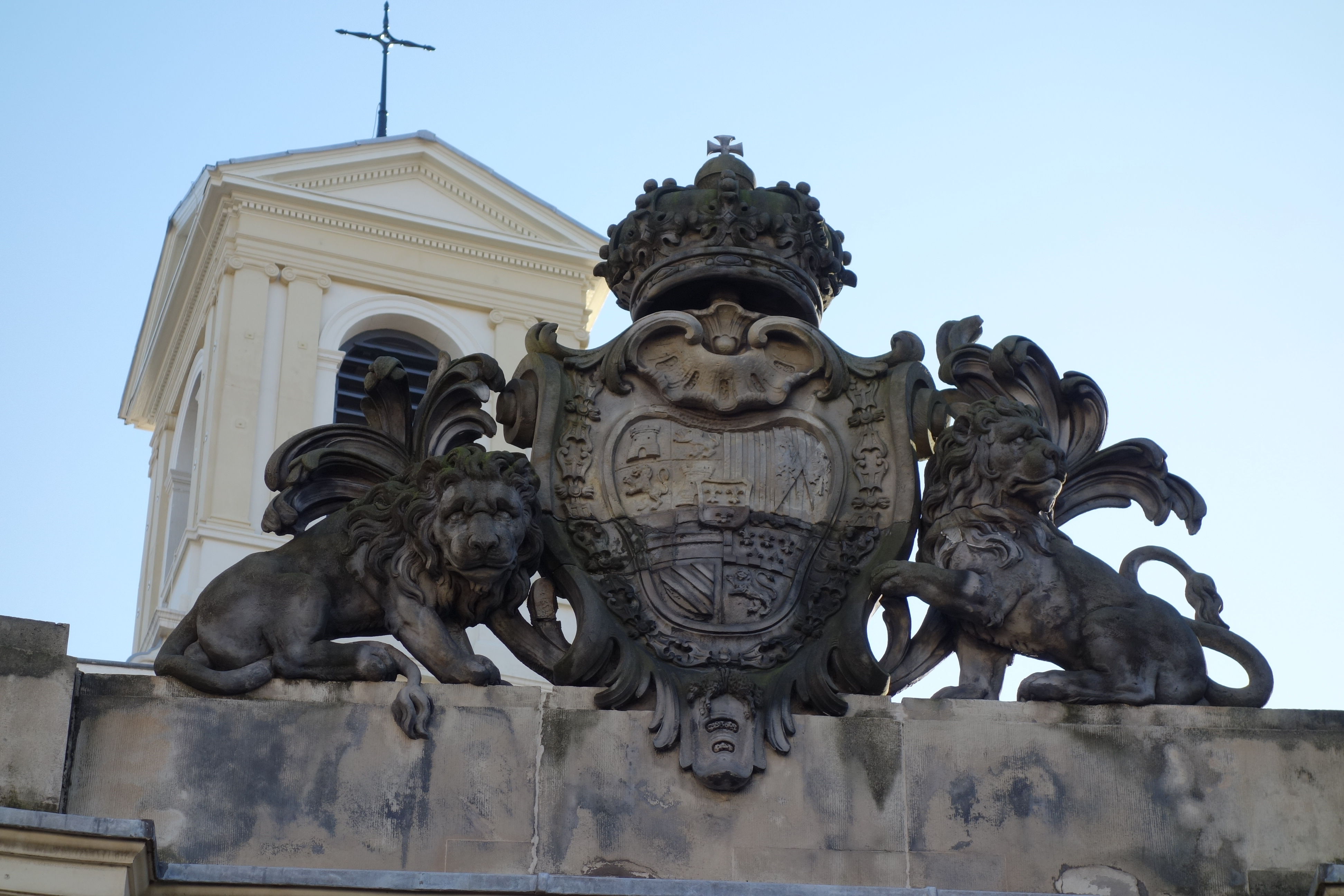
Godło Hiszpanii nad bramą
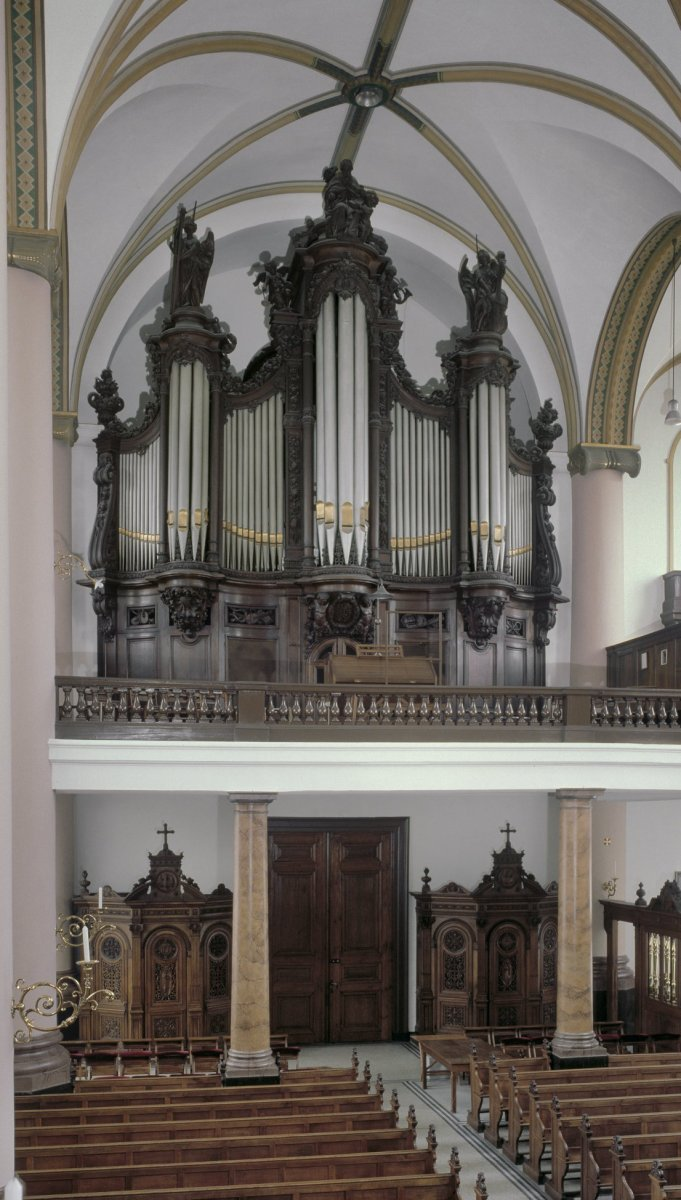
Organy i chór
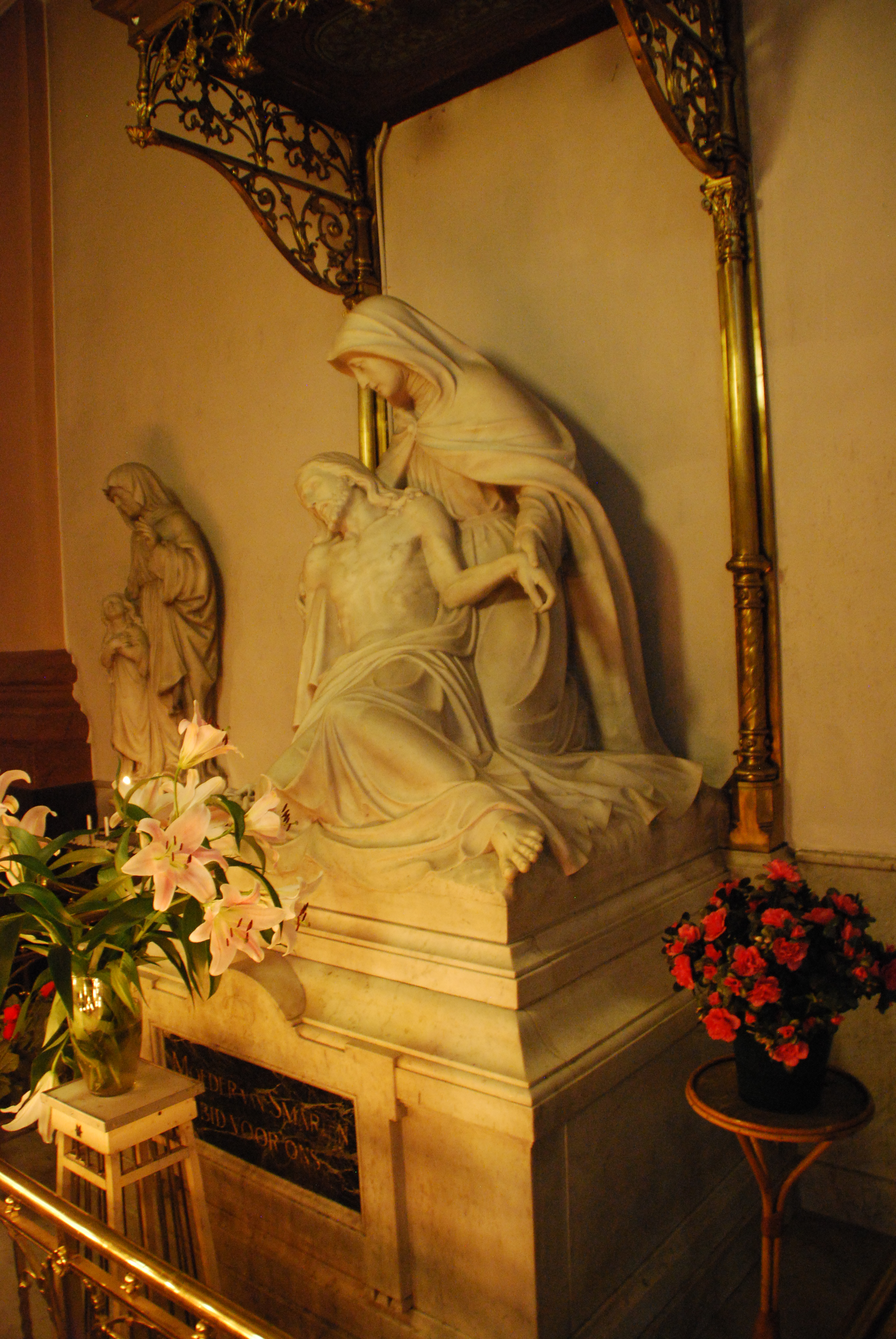
Pietà
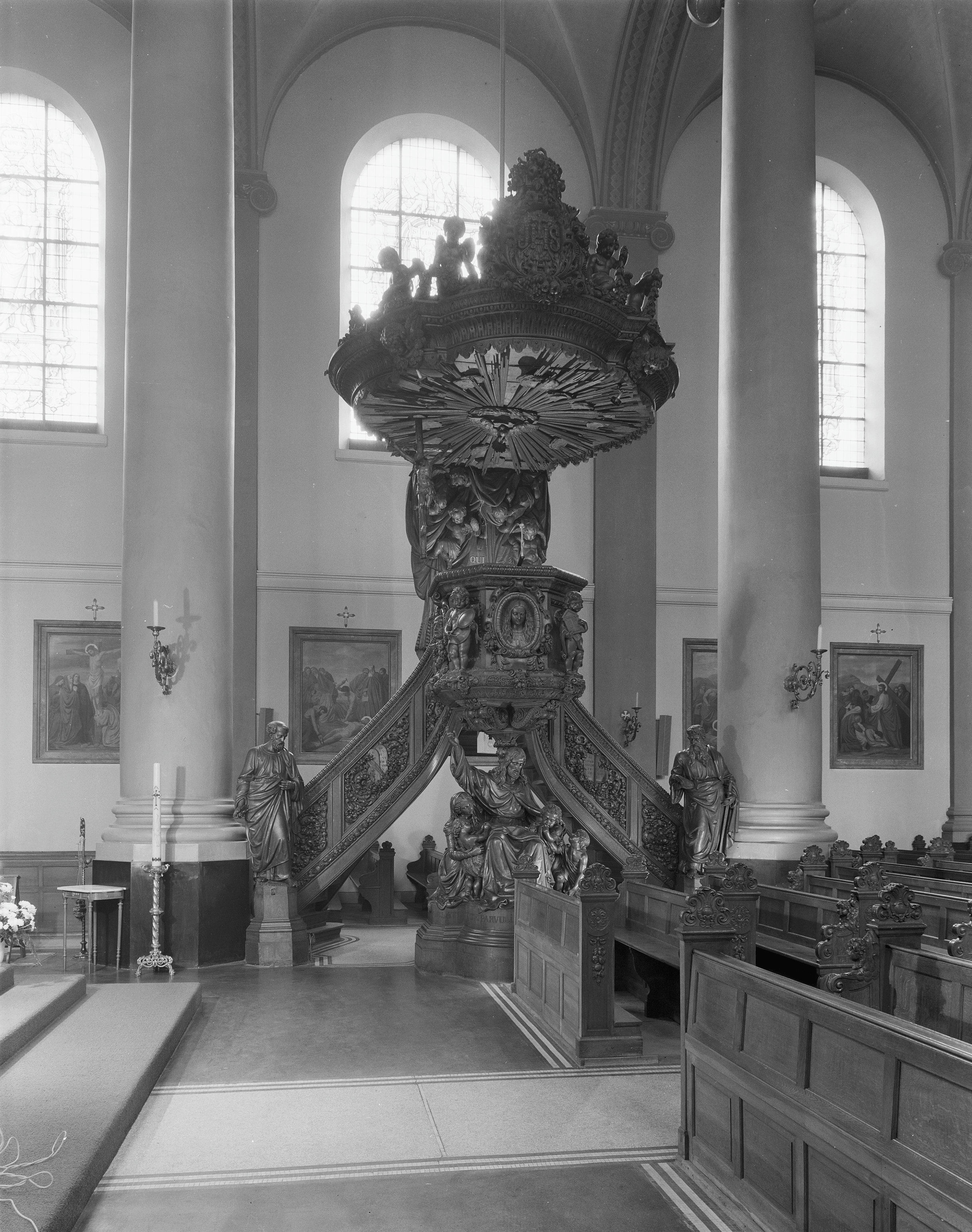
Ambona